# Melanotaenia praecox
Espèce
Statut de conservation UICN

 DD  : Données insuffisantes
Les poissons de la famille des melanotaenia sont très pacifiques vis-à-vis des autres espèces. Il est endémique de Nouvelle-Guinée occidentale en Indonésie. Ainsi, de beaux spécimens d'une taille proche de 10 centimètres cohabiteront sans problème avec de petits néons. Entre eux, ils ne sont pas agressifs et contribuent à égayer tout l'aquarium de par leurs couleurs et leur vivacité naturelles. Très familiers, ils se montrent toujours vifs au moment des repas, ce qui permet de les observer en détail.